# 베돔관박쥐
베돔관박쥐 또는 큰인도관박쥐, 작은양털관박쥐(Rhinolophus beddomei)는 관박쥐과에 속하는 박쥐의 일종이다. 인도와 스리랑카에서 발견된다. 자연 서식지는 아열대 또는 열대 기후 지역의 습윤 저지대 숲과 동굴, 도시 지역이다. 서식지 감소로 위협을 받고 있다.

## 특징
머리부터 몸까지 길이는 7cm이고, 전완장은 6cm, 날개 폭은 33cm이다. 암컷이 수컷보다 크다. 거친 질감의 양털같은 털이 덮여 있다. 몸은 완전히 진한 회색빛 갈색이며, 상체는 희끗희끗한 색을 띤다. 날개막은 거무스름한 갈색이다. 귀는 돌출되어 눈에 띄고, 주름이 잘 발달해 있고 뾰족하다. 비엽(코잎)은 복잡하고 독특한 형태를 띤다.